# 가미우치촌
가미우치촌(上内村)은 후쿠오카현의 남부, 미이케군에 있던 촌이다.

## 역사
- 1889년 4월 1일 - 정촌제 시행에 의해 이와모토촌, 가미우치촌, 시카촌이 합병해 성립하였다.
- 1907년 5월 1일 - 데가마촌, 구라나가촌, 구 긴스이촌과 합병해 새로운 긴스이촌이 성립, 동일 가미우치촌은 폐지되었다.